# Tetrops brunneicornis
Tetrops brunneicornis là một loài bọ cánh cứng trong họ Cerambycidae.